# Hanžeković Memorial 2011
Hanžeković Memorial 2011 – mityng lekkoatletyczny, który odbył się 13 września w stolicy Chorwacji – Zagrzebiu. Zawody były ostatnią w sezonie odsłoną cyklu World Challenge Meetings rozgrywanego pod egidą IAAF.
Zwycięzca konkursu rzutu dyskiem mężczyzn – Węgier Zoltán Kővágó (64,91) został zdyskwalifikowany za doping, a jego wynik został anulowany.

## Rezultaty

### Mężczyźni
| Konkurencja:                  | 1. miejsce             | Rezultat | 2. miejsce               | Rezultat | 3. miejsce       | Rezultat |
| Bieg na 100 m                 | Usain Bolt             | 9,85     | Kim Collins              | 10,01    | Richard Thompson | 10,03    |
| Bieg na 400 m                 | LaShawn Merritt        | 45,22    | Greg Nixon               | 45,73    | Renny Quow       | 45,95    |
| Bieg na 1500 m                | Nixon Kiplimo Chepseba | 3:30,94  | İlham Tanui Özbilen      | 3:31,37  | Gideon Gathimba  | 3:33,53  |
| Bieg na 3000 m z przeszkodami | Hillary Yego           | 8:12,81  | Elijah Chelimo Kipterege | 8:14,22  | Haron Lagat      | 8:15,80  |
| Bieg na 110 m przez płotki    | Dayron Robles          | 13,00    | Jason Richardson         | 13,04    | David Oliver     | 13,20    |
| Skok w dal                    | Aleksandr Mieńkow      | 8,18     | Marko Prugovečki         | 7,41     | Ivan Pucelj      | 7,39     |
| Pchnięcie kulą                | Reese Hoffa            | 21,73    | Christian Cantwell       | 21,55    | Dylan Armstrong  | 21,40    |
| Rzut dyskiem                  | Benn Harradine         | 63,83    | Märt Israel              | 63,16    | Roland Varga     | 62,59    |
| Rzut młotem                   | Dilszod Nazarow        | 80,30    | Primož Kozmus            | 80,28    | Krisztián Pars   | 79,86    |

### Kobiety
| Konkurencja:               | 1. miejsce             | Rezultat | 2. miejsce             | Rezultat | 3. miejsce                  | Rezultat |
| Bieg na 100 m              | Carmelita Jeter        | 11,00    | Schillonie Calvert     | 11,13    | Iwet Łałowa                 | 11,33    |
| Bieg na 200 m              | Schillonie Calvert     | 22,55    | Sherone Simpson        | 22,95    | Debbie Ferguson-McKenzie    | 22,97    |
| Bieg na 400 m              | Novlene Williams-Mills | 50,31    | Anastasija Kapaczinska | 50,40    | Shericka Williams           | 50,45    |
| Bieg na 800 m              | Maggie Vessey          | 1:58,64  | Yuneisy Santiusty      | 1:58,70  | Jemma Simpson               | 1:59,59  |
| Bieg na 100 m przez płotki | Sally Pearson          | 12,68    | Dawn Harper            | 12,81    | Nikkita Holder Kellie Wells | 13,06    |
| Skok wzwyż                 | Anna Cziczerowa        | 2,00     | Blanka Vlašić          | 2,00     | Ebba Jungmark               | 1,94     |
| Skok w dal                 | Olga Zajcewa           | 6,73     | Shara Proctor          | 6,63     | Janay DeLoach               | 6,48     |

## Rekordy
Podczas mityngu ustanowiono 2 krajowe rekordów w kategorii seniorów:
| Zawodnik            | Reprezentacja | Konkurencja    | Rezultat |
| ------------------- | ------------- | -------------- | -------- |
| İlham Tanui Özbilen | Turcja        | bieg na 1500 m | 3:31,37  |
| Artur Ostrowski     | Polska        | bieg na 1500 m | 3:34,45  |